# Arabisk fascism
Arabisk fascism (arabiska : الفاشية العربية) är en extremhögerideologi som kombinerar fascism med arabisk nationalism.

## Historia
Ideologin uppstod kort efter första världskriget och växte fram under mellankrigstiden. Eftersom den arabiska fascismens uppgång skedde samtidigt med den arabiska självständigheten från det osmanska riket, var arabiska fascisterna mycket anti-turkiska. Arabisk fascism växte med stöd från Nazityskland och det fascistiska Italien, och arabiska fascister blev alltmer antisemitiska efter Israels upprättande. Arabisk fascism växte först fram i Syrien, Libanon, Irak, Palestina och Egypten. Vissa arabiska fascister anslöt sig till arabisk-islamisk nationalism, medan resten var sekulära.
Michel Aflaq hade köpt ett exemplar av Myten om det tjugonde århundradet, en bok om nazism. Baathismen beskrevs av Cyprian Blamires som inspirerad av arabisk fascism, dock med tillägg av socialism. Saddam Hussein beskrevs ibland som fascist eller som influerad av fascistisk ideologi och statsledare som Adolf Hitler. År 1941 begick arabiska fascister i Irak Farhud, en antisemitisk pogrom.